# Pubs and Clubs - Live @ the Place
Pubs and clubs - Live@the Place è un disco dal vivo di Francesco De Gregori registrato durante il concerto del 15 dicembre 2011 al "The Place" a Roma, andato anche in diretta streaming su YouTube.
L'album, prima disponibile solo su iTunes Store, è stato messo in vendita nei negozi di dischi il 24 aprile 2012.
| Recensione | Giudizio |
| ---------- | -------- |
| AllMusic   | [ 1 ]    |

## Tracce
1. Finestre rotte - 6:45 -  (Francesco De Gregori)
2. Il panorama di Betlemme - 5:31 -  (Francesco De Gregori)
3. Sempre e per sempre - 3:12 -  (Francesco De Gregori)
4. La storia - 4:53 -  (Francesco De Gregori)
5. Tempo reale - 5:42 -  (Francesco De Gregori)
6. Alice - 4:23 -  (Francesco De Gregori)
7. Buonanotte fiorellino - 4:03 -  (Francesco De Gregori)
8. La donna cannone - 4:37 -  (Francesco De Gregori)
9. Titanic - 5:20 -  (Francesco De Gregori)
10. Bellamore - 4:13 -  (Francesco De Gregori)
11. Compagni di viaggio - 6:02 -  (Francesco De Gregori)
12. Battere e levare - 5:07 -  (Francesco De Gregori)
13. A chi - 4:07 -  (Jimmy Crane-Al Jacobs-Mogol-Alfredo Gramitto Ricci)
14. Generale -6:27 -  (Francesco De Gregori)

## Formazione
- Francesco De Gregori - voce, chitarra acustica, tastiere e armonica a bocca
- Alessandro Valle - Pedal steel guitar, chitarre e mandolino elettrico
- Lucio Bardi - chitarre acustiche ed elettriche, violino su "Battere e levare"
- Paolo Giovenchi - chitarre acustiche ed elettriche, cori
- Alessandro Arianti - tastiere
- Guido Guglielminetti - basso e contrabbasso elettrico, cori
- Stefano Parenti - batteria
- Elena Cirillo - Vocals, violino e strohviolin